# Pat Patterson (Wrestler)
Patrick Patterson (* 19. Januar 1941 in Montréal, Kanada als Pierre Clermont; † 2. Dezember 2020 in Miami, Florida), besser bekannt unter seinem Ringnamen Pat Patterson, war ein kanadischer Wrestler und Wrestling-Funktionär. Sein größter Erfolg war der erste Gewinn der Intercontinental Championship sowie die Aufnahme in die Hall of Fame der WWE 1996.

## Wrestling-Karriere
1958 gab Clermont sein Debüt als Wrestler in Montreal. In den 1960er Jahren konnte er in der National Wrestling Alliance neun Mal Tag Team Champion und sechs Mal United States Champion werden.
Mitte der 1970er verließ er die NWA und war ab 1979 in der World Wrestling Federation (heute WWE) angestellt. Dort gewann Clermont am 19. Juni 1979 gegen Ted DiBiase die WWF North American Championship. Diese wurde noch im gleichen Jahr mit der South American Championship vereinigt und zur WWF Intercontinental Championship, mit ihm als ersten Titelträger.
Sein „Alley Fight“-Match gegen Sgt. Slaughter am 4. Mai 1981 im Madison Square Garden gilt als eines der besten Matches in den 1980ern und erhielt vom Wrestling Observer Newsletter den Preis als „Worked Match of the Year“. 1984 beendete er seine Wrestlingkarriere. Danach arbeitete Clermont als Sportkommentator sowie als Booker im Wrestling und wurde ein enger Mitarbeiter von Vince McMahon. Er trat in dieser Zeit oft vor der Kamera als einfältiger Handlanger McMahons auf und wurde für Comedy-Segmente eingesetzt. Während dieser Zeit durfte Clermont die WWF Hardcore Championship gewinnen und wurde mit 59 Jahren ältester Träger dieses Titels in der Geschichte der WWF. Seitdem arbeitete er zunehmend als kreativer Berater hinter den Kulissen und entwickelte Storylines.
Am 17. April 2014 war Clermont als Teilnehmer der Show „WWE Legends’ House“ im WWE Network zu sehen.

## Privatleben
Clermont war der Taufpate von Stephanie McMahon-Levesque, der Tochter von Vince McMahon. Er lebte offen homosexuell, nachdem er der Öffentlichkeit seine sexuelle Orientierung fünf Jahrzehnte lang verborgen hatte.
Am 2. Dezember 2020 starb er in einem Krankenhaus in Miami aufgrund einer Krebserkrankung.

## Wrestling-Erfolge

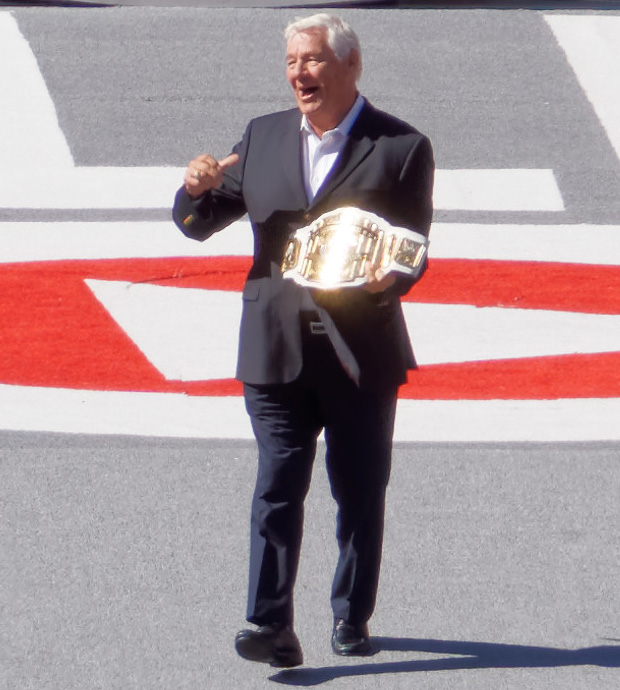
Patterson bei der Übergabe der Intercontinental Championship bei WrestleMania 31

- World Wrestling Federation/Entertainment
  - Hall of Fame (Class of 1996)
  - WWF Intercontinental Heavyweight Championship (1 ×)
  - WWF North American Heavyweight Championship (1 ×)
  - WWF Hardcore Championship (1 ×)
  - WWE 24/7 Championship (1 ×)
- American Wrestling Association
  - AWA World Tag Team Championship (1 × mit Ray Stevens)
- Championship Wrestling From Florida
  - NWA Florida Television Championship (1 ×)
  - NWA Florida Tag Team Champion (1 × mit Ivan Koloff)
- New Japan Pro-Wrestling
  - NWA North American Tag Team Championship (Los Angeles/Japan Version 1 × mit Johnny Powers)
- International Wrestling Alliance
  - IWA World Tag Team Championship (1 × mit Art Nelson)
- Lutte Internationale
  - Canadian International Tag Team Championship (2 × mit Raymond Rougeau, 3 × mit Pierre Lefebvre)
- NWA Hollywood Wrestling
  - NWA Americas Heavyweight Championship (1 ×)
- NWA San Francisco
  - NWA San Francisco United States Championship (San Francisco Version 5 ×)
  - NWA World Tag Team Championship (San Francisco Version 1 × mit Billy Graham, 1 × mit Pedro Morales, 1 × mit Pepper Gomez, 
1v× mit Peter Maivia, 1 × mit Moondog Mayne, 1 × mit Tony Garea, 3 × mit Rocky Johnson)
- NWA Western States Sports
  - NWA North American Heavyweight Championship (Amarillo-Version 1 ×)
- Pacific Northwest Wrestling
  - NWA Pacific Northwest Heavyweight Championship (3 ×)
  - NWA Pacific Northwest Tag Team Championship (1 × mit Tony Borne, 1 × mit The Hangman)